# Danaë (planetoïde)
(61) Danaë is een planetoïde in de planetoïdengordel tussen de banen van de planeten Mars en Jupiter, die waarschijnlijk uit twee om elkaar heen draaiende objecten bestaat. Danaë voltooit in 5,151 jaar een omloop rond de zon, in een elliptische baan. De minimale afstand tot de zon tijdens een omloop is 2,482 AE, de maximale afstand 3,483 AE.

## Ontdekking en naam
Danaë werd op 9 september 1860 ontdekt door de Duitse sterrenkundige Hermann Goldschmidt. Goldschmidt ontdekte tussen 1852 en 1861 in totaal 14 planetoïden.
Danaë is genoemd naar Danaë, in de Griekse mythologie een prinses van Argos en de moeder van de held Perseus.

## Eigenschappen
Uit een sterbedekking in 1985 werd afgeleid dat Danaë waarschijnlijk een dubbelplanetoïde is. Het grotere object heeft een diameter van ongeveer 82 km en het kleinere zou ongeveer 45 km groot zijn. De twee objecten draaien op 101 km afstand van elkaar rond een gemeenschappelijk massamiddelpunt.
Danaë wordt door spectraalanalyse ingedeeld bij de S-type planetoïden. S-type planetoïden hebben een relatief hoog albedo (en daarom een helder oppervlak) en bestaan grotendeels uit ijzer- en magnesiumhoudende silicaten en metalen.